# 웰링턴 지방

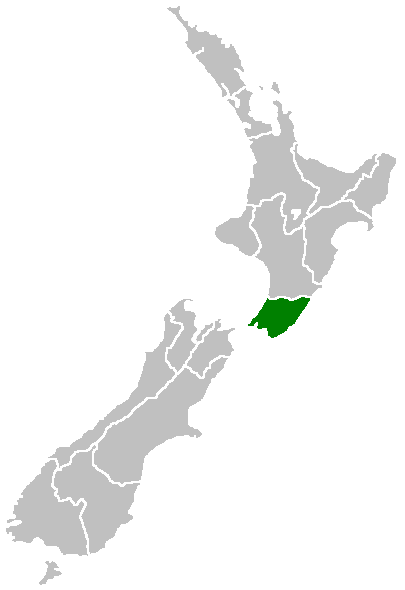
웰링턴 지방의 위치

웰링턴 지방(Wellington Region)은 뉴질랜드 북섬의 남쪽 끝에 위치하고 있는 지방이다.

## 용어
이 글에서 언급된 웰링턴 지방이라는 용어는 웰링턴 지방 의회에 의해 행정이 이루어지는 웰링턴 광역권의 지방 정부와 대응되는 개념이다. 보통 이 통상적인 용어의 용법에서 웰링턴 지방과 광역권은 명확하게 규정되어 있지 않으며, 지역의 주변은 보통 제외된다. 좀 더 엄격한 의미에서 웰링턴 지방은 타라루아 산맥의 서쪽 개발 지역군을 일컫는 말이다. 동쪽의 인구 밀집 지역은 그 자체적인 이름인 와이라라파(Wairarapa)라는 이름이 있고, 중심지는 마스터튼이다. 광의의 의미로는 카피티 해안은 종종 이 지역에서 제외된다. 아타키는 특히 북쪽의 호로훼누아 구와 밀접한 관계가 있다.

## 역사
이 지역에 원래 살았던 마오리족들은 이곳을 "마우이의 생선 머리"라는 의미를 가진 "테 우포코 오 테 이카 아 마우이"(Te Upoko o te Ika a Māui)라고 불렀다. 전설에는 쿠페가 약 10세기에 이곳을 탐사하여 발견했다고 전한다.
1839년에 웰링턴 지방에 유럽 정착민들이 뉴질랜드 컴퍼니를 통해 들어왔다. 웰링턴 시는 1853년 지방의 창설로 웰링턴 도(Province)의 수도가 되었고, 1876년 지방폐지법에 의해 개편되었다. 웰링턴이 뉴질랜드의 수도가 된 것은 1865년으로 오클랜드와 러셀과 함께 제3 수도가 되었다.

## 행정 구역
웰링턴 지방의 공식적인 통치는 웰링턴 광역권이라는 이름 하에 웰링턴 지방 의회가 담당하고 있다. 수도인 웰링턴과 로어헛, 포리루아, 어퍼헛을 포함하며, 각각은 시골의 배후지를 가진다. 서쪽으로는 북섬의 서해안과 카피티 코스트 구까지 확장된다. 그곳은 호로훼누아와 오타키가 포함되어 있다. 리무타카 산맥을 따라서, 마스터튼과 카터튼, 그레이타운, 페더스튼 그리고 마틴보로가 있는 와이라라파의 대부분을 포함한다.
- 시
  - 웰링턴 시 (Wellington)
- 구
  - 로어헛 (Lower Hutt)
  - 포리루아 (Porirua)
  - 어퍼헛 (Upper Hutt)
  - 매스터턴 (Masterton)
  - 카피티코스트 (Kapiti Coast District)
  - 남와이라라파 (South Wairarapa District)
  - 카터튼 (Carterton District)

그리고 일부가 포함된 타라루아가 있다.

## 인구
| 연도  | 인구    | ±% p.a. |
| ----- | ------- | ------- |
| 1991  | 400,284 | —       |
| 1996  | 414,048 | +0.68%  |
| 2001  | 423,765 | +0.47%  |
| 2006  | 448,959 | +1.16%  |
| 2013  | 471,315 | +0.70%  |
| 2018  | 506,814 | +1.46%  |
| 출처: |         |         |

## 지리

### 공원
- 배틀 힐 팜 포레스트 파크
- 벨몬트 지역 공원
- 이스트 하버 지역 공원
- 카이토케 지역 공원
- 퀸 엘리자베스 공원